# Banios
Banios település Franciaországban, Hautes-Pyrénées megyében. Lakosainak száma 65 fő (2022. január 1.). Banios Marsas, Asque, Asté és Fréchendets községekkel határos.

## Népesség
A település népességének változása:
| Lakosok száma | 54   | 52   | 51   | 53   | 53   | 56   | 60   | 63   | 64   | 65   |
|               | 2010 | 2013 | 2015 | 2016 | 2017 | 2018 | 2019 | 2020 | 2021 | 2022 |